# Streshyn
Streshyn (bielorruso: Стрэ́шын) o Streshin (ruso: Стре́шин) es un asentamiento de tipo urbano de Bielorrusia, perteneciente al distrito de Zhlobin de la provincia de Gómel.
En 2022, el asentamiento tenía una población de 930 habitantes. Es sede de un consejo rural con una población total de unos mil trescientos habitantes, que incluye como pedanías las aldeas de Zlómnaye, Nóvaya Kámenka y Radutsin.
Se conoce la existencia del pueblo en documentos desde el siglo XIV. En 1399, Vitautas entregó las tierras del pueblo al cabildo de la catedral de Vilna. En los siglos XVI y XVII, el asentamiento medieval fue destruido en varias ocasiones en ataques militares de las distintas guerras que afectaron a la República de las Dos Naciones, debido a su ubicación estratégica junto al Dniéper. En la partición de 1793 se integró en el Imperio ruso, que clasificó al pueblo como un miasteczko. La RSS de Bielorrusia le dio el estatus de asentamiento de tipo urbano en 1938. Entre 1924 y 1927 y posteriormente entre 1939 y 1955, Streshyn fue la capital del distrito homónimo.
Se ubica junto a la orilla occidental del río Dniéper, unos 10 km al sur de la capital distrital Zhlobin.